# ワラッタメ天国
『ワラッタメ天国』（ワラッタメてんごく）は、2012年10月29日から2013年3月25日まで、フジテレビで月曜日（日曜日深夜） 0:40 - 1:10に放送されていたバラエティ番組である。

## 概要
若手芸人たちが笑えて、しかもタメになるネタ「ワラッタメ」を披露し、その出来栄えを競う番組。
『ボキャブラ天国』のリメイクという位置づけであり、セットにボキャブラ時代の個人評価を示す扇子が使われているほか、スタジオセットやコントセット、番組ルールなどもボキャブラ時代に近づけている。
副題込みの番組名は『試験に出る脅威の学力向上エンターテインメント「ワラッタメ天国」』
神田にとって民放では初のレギュラー番組となる。

## ルール
若手芸人が作った笑えてタメになるネタ（番組内では「研究作品」と呼ばれる）をVTRで鑑賞。1ネタにつき制限時間は90秒。その内容を審査員が1人20点満点で評価する。5人の合計得点（100点満点）がそのネタの評価となる。結果発表時の効果音は59点以下、60点 - 69点、70点 - 79点、80点 - 89点、90点以上と5段階に分けられる。最高得点はアルコ&ピースの96点（ワラテン50点、タメ点46点）。最低得点は背中バキボキズの54点（ワラ点15点、タメ点39点）。
1回の放送で1位となった芸人は「イチバン優等生」としてパズルピース型のメダルが授与（第4回からは最高得点であっても70点以上を獲得していないともらえないルールとなった）。5個集めると「首席」となり、奨学金100万円が贈られる。1位が同点の場合は5人のパネリストによる挙手でジャッジされ、多い方が優勝となる。
また、50点以下だと「赤点」となり、罰として芸人達の待機場所横にある赤丸のエリアで立たされるルールがあった。
最終回では唯一優等生4回を獲得したアルコ&ピースが100万円を獲得できるかに挑戦したが、結果は上々軍団が優等生となり、100万円は獲得できなかった。

## 出演者
司会
- 三宅裕司
- 神田愛花

パネリスト
- 1枠：男性文化人（鴻上尚史や井筒和幸やテリー伊藤など）
- 2枠：女性文化人（大宮エリーやおおたわ史絵や室井佑月など）
- 3枠：アイドル
- 4枠：タレント
- 5枠：東進ハイスクールや栄光ゼミナールなどの塾講師が週替わりで1人出演

また、準レギュラーとしてボキャブラシリーズで長きにわたり出演したヒロミも4枠パネラーとして出演している。
ナレーション
- 佐野瑞樹（フジテレビアナウンサー）

登場芸人（カッコ内はキャッチフレーズ）
- アルコ&ピース（ほろ酔い平和主義）- 優等生4回
（理科）栄養素や物質を人に見立てて説明をするコント。
- うしろシティ（背徳の政令指定都市）
（英語）（音楽）（国語）（体育）研究科目が出演者の中で最多。
- LLR（禁断の隠しコマンド）
（理科）
- エレファントジョン（無限鼻地獄）
（理科）（社会）
- 大輪教授（死神ゼミナール）
（数学）普段のネタ形式で数学の事柄に関して説明するネタ。
- 鬼ヶ島（古（いにしえ）のデビルズアイランド）
（国語）
- 火災報知器（紅のベルボーイズ） - 優等生1回
（社会）
- かもめんたる（渡り鳥フロム地獄(ヘル)） - 優等生1回
（英語）「ネガティブイングリッシュ」として、他人から誘われたときに使えるネガティブなフレーズを教えるコント
- ガリベンズ（一夜漬け革命（レボリューション））
（社会）「○○部（その日のテーマ）」に所属していたがやめようとする矢野を新藤がそのテーマに関する知識を披露しながら引き留めようとするコント。
- THE GEESE（ふぞろいのガチョウ達） - 優等生1回
（国語）（社会）（理科）電話越しに四字熟語や漢字の成り立ちについて語る尾関とそれに翻弄される高佐のコント。
- さらば青春の光（爆走!食い倒れモッズ）
（英語）（国語）（理科）
- 磁石（赤と青の反逆者） - 優等生2回
（社会）
- シソンヌ（暗黒のアン・ドゥ・トロワ）
（英語）
- ジャングルポケット（熱帯濃厚三重奏）
（社会）（理科）（家庭科）武山演じる母と太田演じる子どもの会話に斉藤演じる謎の男が乱入し、母が子と話していた内容についての真実を教えるコント。
- ジューシーズ（NO FRUITS, NO LIFE）
（英語）
- 上々軍団（いがぐり狂想曲）- 優等生2回
（音楽）
- スパイク（飛び蹴りカゲキ団）
（社会）
- 背中バキボキズ（戦慄のデスクトップ）
（数学）数学で使われる記号について説明する漫才
- チキチキジョニー（いてまえノーブレーキガールズ）
（理科）
- チョコレートプラネット（惑星からの甘党X）- 優等生1回
（理科）
- 流れ星（黒こげ大気圏ブレイカー）
（社会）
- ハッポゥくん（スチロール・ピカソ）
（美術）唯一担当
- ハマカーン（無冠のクレーマー）→（遅咲きのクレーマー）
（社会）（理科）普段の漫才の形式で地図記号を始めとするお題に対し浜谷がクレームを入れるネタ。
- パンサー（お騒がせ三獣士） - 優等生2回
（国語）（理科）向井と尾形が演じるドラマで使われるセリフを管が同意味の海外のことわざに変えるコント。
- ヒデヨシ（地獄のわらじウォーマー）
（国語）
- 風藤松原（脱力サイクロン）
（国語）
- ブロードキャスト!!（切り裂き電波ジャック）
（社会）
- ボルトボルズ（感電注意！！） - 優等生1回
（理科）
- マンTENブラザーズ(灼熱の体育館兄弟)
（体育）
- ムートン（その羊 凶暴につき）
（英語）
- ライス（汚れなき給食当番）-優等生1回
（理科）生物の生態を人間に例えて行うコント
- ラブレターズ（ロマンティック・チェリーボーイズ）
（理科）（音楽）
- 小林礼奈（前田敦子(マエアツ)イミテーション）
（国語）
- 田畑藤本（赤門からの刺客）
（数字）

## ネット局と放送時間
| 放送対象地域 | 放送局            | 系列           | 放送期間                       | 放送日時                           |
| ------------ | ----------------- | -------------- | ------------------------------ | ---------------------------------- |
| 関東広域圏   | フジテレビ 制作局 | フジテレビ系列 | 2012年10月28日 - 2013年3月24日 | 月曜（日曜深夜） 0時40分 - 1時10分 |
| 宮城県       | 仙台放送          | フジテレビ系列 | 2012年10月28日 - 2013年3月24日 | 月曜（日曜深夜） 0時40分 - 1時10分 |
| 福島県       | 福島テレビ        | フジテレビ系列 | 2012年10月28日 - 2013年3月24日 | 月曜（日曜深夜） 0時40分 - 1時10分 |
| 新潟県       | 新潟総合テレビ    | フジテレビ系列 | 2012年10月28日 - 2013年3月24日 | 月曜（日曜深夜） 0時40分 - 1時10分 |
| 長野県       | 長野放送          | フジテレビ系列 | 2012年10月28日 - 2013年3月24日 | 月曜（日曜深夜） 0時40分 - 1時10分 |
| 広島県       | テレビ新広島      | フジテレビ系列 | 2012年10月28日 - 2013年3月24日 | 月曜（日曜深夜） 0時40分 - 1時10分 |
| 熊本県       | テレビくまもと    | フジテレビ系列 | 2012年10月28日 - 2013年3月24日 | 月曜（日曜深夜） 0時40分 - 1時10分 |
| 石川県       | 石川テレビ        | フジテレビ系列 | 2012年11月5日 - 2013年4月1日   | 月曜（日曜深夜） 1時25分 - 1時55分 |
| 山形県       | さくらんぼテレビ  | フジテレビ系列 | 2012年11月7日 - 2013年4月3日   | 水曜（火曜深夜） 0時35分 - 1時05分 |
| 近畿広域圏   | 関西テレビ        | フジテレビ系列 | 2013年1月18日 - 4月7日         | 金曜（木曜深夜） 1時30分 - 1時58分 |
| 鹿児島県     | 鹿児島テレビ      | フジテレビ系列 | 2012年11月10日 - 2013年4月27日 | 土曜 16時00分 - 16時30分           |
| 富山県       | 富山テレビ        | フジテレビ系列 | 2012年11月17日 - 2013年4月6日  | 土曜（金曜深夜） 1時40分 - 2時10分 |
| 愛媛県       | テレビ愛媛        | フジテレビ系列 | 2013年4月3日 - 2013年7月24日   | 水曜 15時27分 - 15時57分           |

### 不定期ネット局
- 岩手めんこいテレビ
- 秋田テレビ

### 過去のネット局
- テレビ長崎（2012年11月20日 - 12月18日、2013年4月17日）

## スタッフ
- ナレーション：佐野瑞樹（フジテレビアナウンサー）
- 構成：海老克哉、加藤智久（途中まで）、永井ふわふわ
- 技術・ロケ技術：八峯テレビ
- SW（スイッチャー）：先崎聡
- CAM（カメラマン）：小林重徳、福永顕芳
- AUD（オーディオ）：光家郁夫
- VE（ビデオエンジニア）：松岡衣美、富澤貴啓
- 照明：瀬戸五郎
- 美術：フジアール
- 美術制作：柴田慎一郎
- デザイン：別所晃吉
- 美術進行：渡部哲也
- 編集・MA（マルチオーディオ）：ザ・チューブ 加福大、鈴木建介、柴田敏幸、谷澤宗明、坪井翔太
- 音効：佳夢音 藤原大介
- TK（タイムキーパー）：後藤有紀
- タイトルデザイン：橋本千恵子
- スタイリスト：小川カズ、佐藤ミサキ
- スタジオ：テクノマックス
- 編成企画：濱野貴敏（フジテレビ）
- 広報：手塚朝美（フジテレビ）
- ディレクター：大澤哲也・山口哲生（共にハウフルス）
- 演出：山田謙司（ハウフルス）
- プロデューサー：高浦康江・尾形香代・岩崎晃恵・田岸宏一（全員ハウフルス）
- 塾長（監修）：菅原正豊（ハウフルス）
- 制作：ハウフルス、フジテレビ